# 重庆山茶
重庆山茶（学名：Camellia chungkingensis）为山茶科山茶属的植物。分布于中国大陆的四川等地，属中国原产的植物（非从国外引种）。